# János Reismann
János Reismann (* 8. Juli 1905 in Ungarn; † 2. Mai 1976 in Szombathely, Ungarn) war ein ungarischer Fotograf und Journalist. Er arbeitete für verschiedene Zeitschriften vor allem in Frankreich, der Sowjetunion und Ungarn und ist Autor mehrerer Fotobücher.

## Leben
Reismann entstammte einer jüdischen Familie. Sein Vater war Adolf Reismann, Direktor der Hebammenschule in Szombathely und seine Schwester war die ebenfalls als Fotografin bekannte Marian Reismann.
János Reismann wurde aufgrund eines Numerus clausus nicht an der Universität zugelassen und bekam eine Lehrstelle in der Lombard Bank, später bei Continental Vaskereskedelmi Rt. (Continental Hardware Inc.) in Pest. Im Mai 1925 reiste er nach Paris, um sich an der Universität Sorbonne einzuschreiben, wurde aber stattdessen Assistent des amerikanischen Fotografen Peter Powel und verbrachte seine Zeit in den Künstlercafés von Montparnasse. Im März 1927 folgte er einer Einladung des Fotografen Schneider und zog nach Berlin um. 1928 absolvierte er den Kamerakurs der Staatlichen Fachschule für Phototechnik Berlin.
Ab 1929 arbeitete er in Berlin für die Arbeiter Illustrierte Zeitung (A.I.Z.) zusammen mit John Heartfield, Erwin Piscator und Umbo (Otto Umbehr). Außerdem war er neben P. Urban und Hans Franke Mitglied des kurzlebigen Werbekollektivs „UFRA“. In Berlin traf er auch die deutsche Kostümbildnerin Sylta Busse, beide heirateten bald.
1931 organisierte Heartfield eine Ausstellung mit seinen Arbeiten in Moskau, woraufhin Reismann ebenfalls nach Moskau ging und dort blieb, solange es ihm möglich war. So verbrachte er sieben Jahre als Fotoreporter in der Sowjetunion. Er war bei S.S.R. Na Strojke, Sojusfoto und Ogonyok angestellt, versorgte aber ab 1932 vor allem die A.I.Z. mit Bildern. Im Februar 1938 wurde seine Aufenthaltsgenehmigung nicht verlängert. Diese Ablehnung und folgende Ausreise retteten ihm sehr wahrscheinlich das Leben, während vieler seiner Kollegen den stalinistischen Säuberungen zum Opfer fielen.
Er ging wieder nach Paris und blieb dort bis 1945. Reismann arbeitete für Regards, lebte von Gelegenheitsarbeiten wie Retuschieren und technischen Dienstleistungen, wofür er die Labore seiner Freunde Brassaï und Robert Capa benutzte. Ab Herbst 1942 gab er die Partei-Untergrundzeitschrift „d’Information“ heraus. 1945 kehrte er mit der ersten Parteigruppe über Italien und Jugoslawien nach Ungarn zurück. Hier produzierte er Reportagen für den Bildteil von Szabad Ember (Freie Menschen), ab Oktober 1945 arbeitete er beim Magazin Zukunft, welches ihn im Dezember als Reporter nach Paris schickte. Im Januar 1948 blieb er als Fotograf beim Pressebüro der ungarischen Botschaft. Im Mai 1949 wurde er Leiter der Pressestelle und Kulturattaché der Botschaft. Folgend stellte er, zusammen mit Robert Capa und David Seymour, im Casa della Cultura in Rom aus.
Kaum war seine Karriere zum zweiten Mal begonnen, als er im September 1949 im Zusammenhang mit dem Rajk-Prozess verhaftet und aufgrund erfundener Anschuldigungen zu lebenslanger Haft verurteilt wurde. Nach fünf Jahren, im August 1954, wurde Reismann rehabilitiert; einen Monat darauf aber von der Partei ausgeschlossen, weil sie seiner Loyalität nicht mehr sicher sein konnten. Zwischen 1954 und 1956 arbeitete er für die Zeitschrift „Frieden und Freiheit“, im Dezember 1956 wechselte er zum „Interessanten Blatt“.
Er fotografierte und edierte mehrere Fotobücher und Bildbände für ungarische und deutsche Verleger, vor allem über Länder des Mittelmeerraums (z. B. Italien, Sardinien). 1960 kehrte er in seine Heimat zurück und arbeitete weiter für verschiedene illustrierte Magazine. Er starb 1976.

## Einzel- und Gruppenausstellungen (Auswahl)
- (Titel unbekannt), Moskau 1931.
- (Titel unbekannt), Casa della Cultura, Rom 1949.

## Publikationen (Auswahl)
- Menschen auf der Straße. Zweiundvierzig Variationen über ein einfaches Thema. Mit 32 Bildern. Engelhorn Stuttgart 1931. (Reismann u. a.)
- Images de Russie. (Text Pierre Courtade) Éditions du Chéne Paris 1947.
- Népi kollégisták. (Text Mágori Erzsébet) Cserépfalvi Budapest 1948.
- Jeunesse sans uniforme. La vie dans les Collèges Populaires de Hongrie (Text Mágori Erzsébet). Éditions Nagel Paris 1949.
- Budapest. Die ungarische Hauptstadt in Bildern. Corvina Budapest 1956.
- Italien. Alles ist gewesen, alles ist Gegenwart (Text Carlo Levi). Belser Stuttgart 1959 (auch: Einaudi Milano sowie Viking Press New York 1960).
- Der Balaton. Worte von Gyula Illyes. Corvina Budapest 1962.
- A Balti-tengertől a Bajkál-tóig. (mit Pethö Tibor) Kossuth Budapest 1964.
- Aller Honig geht zu Ende. (Text Carlo Levi) Tagebuch aus Sardinien. Mit Aufnahmen von János Reismann. DuMont Köln 1965

(auch: Fretz & Wasmuth Zürich 1965).
- Savaria und Umgebung. Corvina Budapest 1968.
- Reismann János munkássága. (Text Brassai) Corvina Budapest 1970.
- Budapester Variationen. (Text Istvan Csurka) Corvina Budapest 1971.
- Bakony. (Text István Simon) Corvina Budapest 1973.
- Nyugtalan Évek [Restless Years]. (Texte Brassai, Reismann, Majthényi Zoltán u. a.) Corvina Budapest 1982.
- Köznapok/Weekdays/Quotidiens/Alltag. Városháza Budapest 2004.
- A két Reismann (mit Marian Reismann; Text Károly Kincses) Magyar Fotográfiai Múzeum Kecskemét 2004.
- Modern Magyar Fotográfia VII – Modern Hungarian Photography. (Reismann u. a.) Vintage Budapest 2008.
- János Reismann 1959. Un fotografo ungherese in Sardegna. Imago Multimedia 2010.